# Blaenavon
Blaenavon (walisisk: Blaenafon) er en by og community i Torfaen county borough, Wales. Den ligger på en høj bakkeskråning ned til floden Afon Lwyds kilde. Den ligger inden for grænserne af det historiske county Monmouthshire og grevskabet Gwent. Byen havde et befolkningstal på 6.055 i 2011.
Dele af byen og det omkringliggende land danner Blaenavon Industrial Landscape, der kom på UNESCO's Verdensarvsliste i 2000. Det inkluderer Big Pit National Coal Museum (Anchor Point på European Route of Industrial Heritage), Blaenavon Ironworks, og Pontypool and Blaenavon Railway.